# Castello di Monteserico
Il Castello di Monteserico è un castello medievale a circa 15 km dal comune di Genzano di Lucania in Basilicata.

## Storia
Il castello è costruito in un sito abitato già dal IX sec. a.C. (scavi effettuati sul versante occidentale della collina hanno portato alla luce resti di un abitato ed una necropoli pre-romana), nei pressi della via Appia. Probabile presidio Bizantino; nelle sue vicinanze nell'anno 942, l'esercito longobardo guidato da Guaimaro II (duca di Salerno) e Landolfo (duca di Benevento),  fronteggiò quello bizantino agli ordini dell'archistraregos Anastasio (nel 1902 furono ritrovate due tombe di guerrieri longobardi nei pressi del torrente Basentello, databili X sec).
Intorno all’anno mille, fu fortificato da Ottone II (955-983) nella sua avanzata verso la Calabria contro la presenza musulmana in italia meridionale (i saraceni nel 872 avevano saccheggiato Grumento, nel 907 occupato Abriola e Pietrapertosa, erano insediati stabilmente a Tricarico e nel 994, secondo Lupo Protospata, avevano occupato Matera). Presidiato e già fortificato sempre in mano Bizantina, viene menzionato da Amato di Montecassino per la sconfitta ivi subita dagli stessi per opera dei Normanni il 3 settembre 1041 nella famosa battaglia di Montepeloso; negli Annales Barenses viene riportato che “Graecorum exercitus descenderunt ex Monte Piloso et Normanni ex castello Siricolo, lo scontro avvenne, probabilmente, in località Serra della Battaglia, nel territorio di Monteserico alle pendici della collina, entro la valle del Basentello. Il nucleo di quello che sarà il castello come lo conosciamo oggi, con la sua struttura centrale costituita dal dongione, una fortezza simile a una torre, risale proprio al periodo della dominazione normanna. 
Roberto il Guiscardo (†1085) probabilmente vi soggiornò nella sua avanzata verso la Calabria. Federico II (1194-1250), destinò il complesso a residenza del "magister massarium Apuliae". Nello Statutum de reparatione castrorum che conteneva un elenco dei castra, delle domus e dei palatia a cui bisognava garantire una manutenzione con il contributo degli abitanti delle università vicine, tra le opere fortificate presenti nell’attuale Basilicata, vi era anche la domus di Monte Serico, del cui stato di conservazione dovevano avere cura i soli abitanti del luogo.
Nel XIII sec., Monteserico appartenne a Goffredo de Monte Selicola al quale succedette, nel 1275, il figlio Raynaldo. Agli inizi del 1300 signora di Monteserico fu Aquilina; il 2 maggio 1321, essendo Papa Giovanni XXII, Roberto II, vescovo di Acerenza, sollecitato dalla stessa "Domina de Monte Sericola", emana il Decreto di Fondazione del Monastero delle Clarisse, sotto il titolo di Santa Maria Annunziata, in Genzano. Successivamente la massaria Montis Silicule passò ai Sanseverino e, nel 1348, a Francesco del Balzo.
Nel 1443 Il castello di Monteserico era nel Regio Demanio. Tra XV e XVI sec. si ha la scomparsa del borgo di Monteserico che sorgeva sul pianoro antistante il castello che rimane abitato. Ferdinando il Cattolico lo donò alla Duchessa di Milano, Isabella d'Aragona, il 7 giugno dell'anno 1507. Alla morte di Isabella il feudo venne dall'Imperatore Carlo V dato alla di lei figlia Bona Sforza, Regina di Polonia. Nel 1557 Monteserico, devoluto alla Corona, rientrò a far parte del patrimonio della medesima. Nel 1603 era del genovese Grimaldi e nel 1613 dei Doria. Nel 1642 vi è l'attestata e riconosciuta giurisdizione sul castello di Monteserico da parte dell'alto Magistrato Reggente Tappia, Marchese di Belmonte.
A partire dagli inizi del '700 la Regia dogana della mena delle pecore di Puglia includeva nell'affitto della statonica di Monteserico l'uso del suo Castello, attrezzato con forno, panetteria e molino. Acquistato nel 1857 dai Baroni Dell'Agli-Cetti, fu venduto ai Cafiero nel 1875. Dopo il primo conflitto mondiale il tenente Gandini comperò una porzione del feudo del Cafiero ed il Castello che, ristrutturato, ospitò la stella del cinema muto Lyda Borelli. Successivamente divenne proprietà dei Di Chio di Spinazzola. Attualmente è proprietà del Comune di Genzano di Lucania.